# Dzerassa Planitia
La Dzerassa Planitia è una struttura geologica della superficie di Venere.